# Castell de Bauska
El Castell de Bauska (en letó: Bauskas Pils) és un complex que consta de les ruïnes d'un anterior castell i un palau més tard construït, als afores de la ciutat de Bauska a Letònia.

## Història
L'impressionant castell, les restes del qual van ser restaurades recentment, es troba a l'estreta península en la confluència dels rius Mūša i Mēmele on formen el riu Lielupė. A l'antiguitat, el turó va ser el lloc on es trobava una antiga fortalesa dels semigalians. Els primers edificis de pedra es van edificar entre 1443 i 1456 pels cavallers teutònics i la construcció va continuar fins al final del segle xvi. La part antiga del castell va comptar amb una gran torre de vigilància, amb murs d'un gruix de 3,5 metres, una presó sota la torre i amb pont llevadís en les seves portes.
Després de la derrota de l'Orde Teutònic en aquesta àrea el 1562, el Castell de Bauska es va convertir en la residència dels ducs de Curlàndia per als que va ser construït el palau adjacent en el segle xvii. El 1702, durant la Gran Guerra del Nord tant el castell com el palau van ser volats i es van deixar abandonats.
Només queden les ruïnes de la que va ser seu de l'Orde Teutònic. El palau, tanmateix, està completament restaurat i es pot visitar tots els dies durant els mesos d'estiu. Els visitants poden explorar el castell, visitar el museu, menjar a la cafeteria, i pujar al castell on es conserva la torre de vigilància, que mostra una àmplia vista panoràmica de la ciutat. Al mes de juliol de cada any se celebra un festival internacional de música medieval.